# Misty Upham
Misty Anne Upham (Kalispell, 6 de julho de 1982 — Auburn, 5 de outubro de 2014) foi uma atriz nativa norte-americana.

## Filmografia
| Ano  | Título                                    | Personagem       | Diretor                     |
| ---- | ----------------------------------------- | ---------------- | --------------------------- |
| 2002 | Skins                                     | Mrs. Blue Cloud  | Chris Eyre                  |
| 2002 | Auf Wiedersehen, Pet                      | Dawn             | Paul Seed                   |
| 2002 | Skinwalkers                               | Nina             | Chris Eyre                  |
| 2003 | Dreamkeeper                               | Filha do chefe   | Steve Barron                |
| 2003 | Edge of America                           | Shirleen         | Chris Eyre                  |
| 2006 | Expiration Date                           | Mãe de Charlie   | Rick Stevenson              |
| 2008 | Frozen River                              | Lila Littlewolf  | Courtney Hunt               |
| 2010 | The Dry Land                              | Gloria           | Ryan Piers Williams         |
| 2010 | Big Love                                  | Leila Stilwell   | Adam DavidsonDavid Petrarca |
| 2011 | Mascots                                   | Karen            | Scott Aaron Hartmann        |
| 2012 | Django Unchained                          | Minnie           | Quentin Tarantino           |
| 2012 | Every Other Second                        | Enfermeira kelly | Harrison Sanborn            |
| 2013 | Jimmy P: Psychotherapy of a Plains Indian | Jane             | Arnaud Desplechin           |
| 2013 | August: Osage County                      | Johnna Monevata  | John Wells                  |
| 2013 | Without Fire                              | May              | Eliza McNitt                |
| 2014 | Cake                                      | Liz              | Daniel Barnz                |
| 2015 | Within                                    | Tina Walsh       | Phil Claydon                |